# Кость Луценко
.

Керівник ресорту фінансів Кость Луценко (у центрі), Член Президії УНРади (Українська Революційно-Демократична Партія — УРДП) Олександр Мельниченко (праворуч), Володимир Біляїв (ліворуч)

Костянтин Іванович Луценко (1912, Дружківка — 18 травня 2001, Філадельфія, Пенсільванія, США) — керівник ресорту фінансів Уряду УНР в екзилі, Борець за незалежність України у ХХ сторіччі.

## З біографії
Родом з м. Дружківки, що на Донеччині, колишній майстер Новокраматорського машинобудівельного заводу.
Емігрувавши до США, працював техніком на підприємстві, що виготовляло прецизні деталі для двигуна атомного підводного човна. Активіст організацій української діаспори в США. Безпартійний.
Кость Луценко 1980 року став керівником ресорту фінансів в кабінеті Уряду УНР в екзилі, який очолив лідер партії Конструктивних Сил України, буковинський юрист д-р Теофіль Леонтій. На цій посаді він залишався упродовж 12-ти років у кабінетах прем'єр міністрів д-ра Теофіля Леонтія, проф. Ярослава Рудницького та проф. Івана Самійленка.
У 1992 році з припиненням діяльності ДЦ УНР, Кость Луценко став адміністратором Дому УНР на вулиці Артура у Філадельфії. В цей час Кость Луценко тісно співпрацює, зокрема, з Юрієм Іхтіаровим.

## Сім'я
К. Луценко та його дружина Поліна, що походила також з Дружківки, виховали в США двох синів. Старший Леонід — професор фізичної культури в коледжі Монтклер у штаті Нью-Джерсі, молодший Володимир — інспектор Федерального Управління в Справах Страхування Банківських Рахунків.
Помер К. Луценко на 89-му році життя 18 травня 2001 р. Похований поруч з його дружиною на цвинтарі в Бавнд Бруку.